# Torneo Nacional de Asociaciones femenino 2017
El Torneo Nacional de Asociaciones Femenino de 2017 fue la segunda edición del torneo de rugby femenino que enfrentó a equipos representantes de las principales asociaciones regionales de Chile.

## Formato
Los equipos se enfrentaron en formato de todos contra todos a una sola ronda, resultando campeón el equipo que obtuviera mayor cantidad de puntos al final del torneo.

## Desarrollo
|  | Campeón. |

| Pos. | Equipo      | Encuentros | Encuentros | Encuentros | Encuentros | Tantos | Tantos | Tantos | Puntos |
| Pos. | Equipo      | PJ         | PG         | PE         | PP         | F      | C      | Dif    | Puntos |
| ---- | ----------- | ---------- | ---------- | ---------- | ---------- | ------ | ------ | ------ | ------ |
| 1.º  | Antofagasta | 6          | 5          | 0          | 1          | 150    | 44     | +106   | 20     |
| 2.º  | La Serena   | 6          | 5          | 0          | 1          | 108    | 72     | +36    | 20     |
| 3.º  | Arica       | 6          | 4          | 0          | 2          | 93     | 62     | +31    | 16     |
| 4.º  | Valparaíso  | 6          | 3          | 1          | 2          | 80     | 51     | +29    | 14     |
| 5.º  | Santiago    | 6          | 2          | 1          | 3          | 80     | 95     | -15    | 10     |
| 6.º  | La Serena   | 6          | 1          | 0          | 5          | 38     | 122    | -84    | 4      |
| 7.º  | Concepción  | 6          | 0          | 0          | 5          | 39     | 142    | -103   | 0      |

| Bandera de Chile    |
| Campeón Antofagasta |
| Primer título       |